# Pákistán na Letních olympijských hrách 1972
Pákistán se účastnil Letní olympiády 1972 v německém Mnichově. Zastupovalo ho 25 mužů v 5 sportech.

## Medailisté
| Medaile | Jméno | Sport         | Soutěž      |
| ------- | --- | ------------- | ----------- |
| Stříbro | Iftikhar Ahmed Riaz Ahmed Rasool Akhtar Saeed Anwar Mudassar Asghar Jehangir Butt Islahud Din Akhtarul Islam Asad Malik Abdul Rashid Fezalur Rehman Muhammad Shahnaz Saleem Sherwani Mohammad Zahid Munawarux Zaman | Pozemní hokej | turnaj mužů |